# Torre do Pinhão
Torre do Pinhão ist eine Gemeinde (Freguesia) im portugiesischen Kreis Sabrosa. In ihr leben 296 Einwohner (Stand 19. April 2021).